# Contea di Scott (Missouri)
Scott County è una contea del Missouri, USA. Il capoluogo è Benton. La contea fu creata nel 1821.

## Geografia fisica
La contea copre un'area totale di 1 103 km². 1090 km² di terre e 13 km² di acqua.

### Contee adiacenti
- Contea di Alexander (Illinois) (nordest)
- Mississippi County (sudest)
- New Madrid County (sud)
- Contea di Stoddard (sudovest)
- Contea di Cape Girardeau (nordovest)

### Maggiori strade
- U.S. Route 61
- U.S. Route 62
- Interstate 55

## Società

### Evoluzione demografica
Al censimento del 2000 contava 40 422 abitanti (11 219 famiglie) e 16 951 unità abitative (16 per km²). La componente etnica era per l'87,68% caucasici, 10,5% afroamericani, 1,11% ispanici, 0,28% nativi americani, 0,23% asiatici.
Il 27,4% della popolazione era sotto i 18 anni, il 13,7% sopra i 65 anni.
Il reddito procapite si attesta sui 15 620 dollari. Il 16,1% della popolazione è sotto la soglia di povertà.

## Città e paesi
- Benton
- Blodgett
- Chaffee
- Commerce
- Diehlstadt
- Haywood City

- Illmo
- Kelso
- Lambert
- Miner
- Morley
- Oran

- Perkins
- Scott City
- Sikeston
- Vanduser